# Carpocapsa

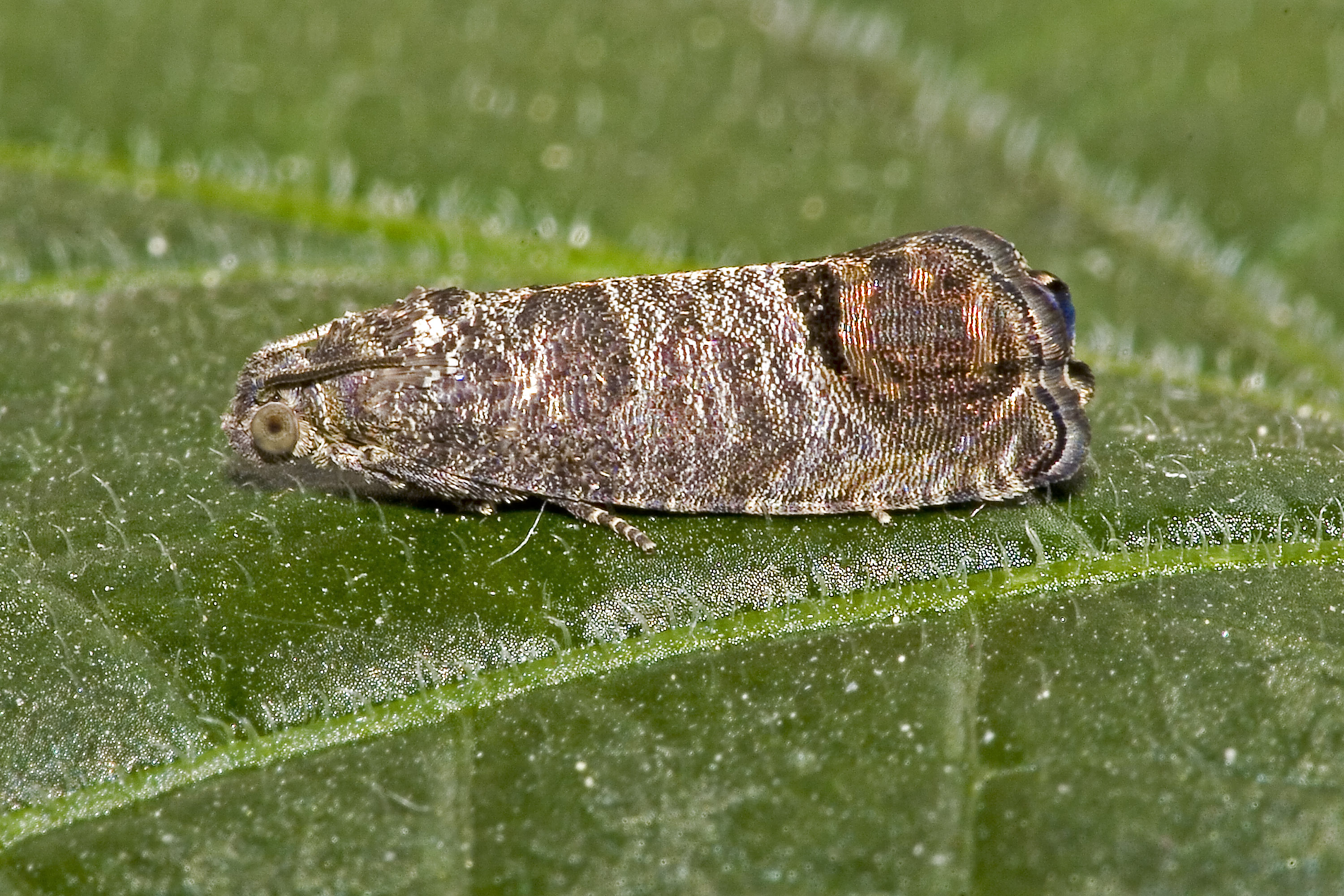
Adult de carpocapsa

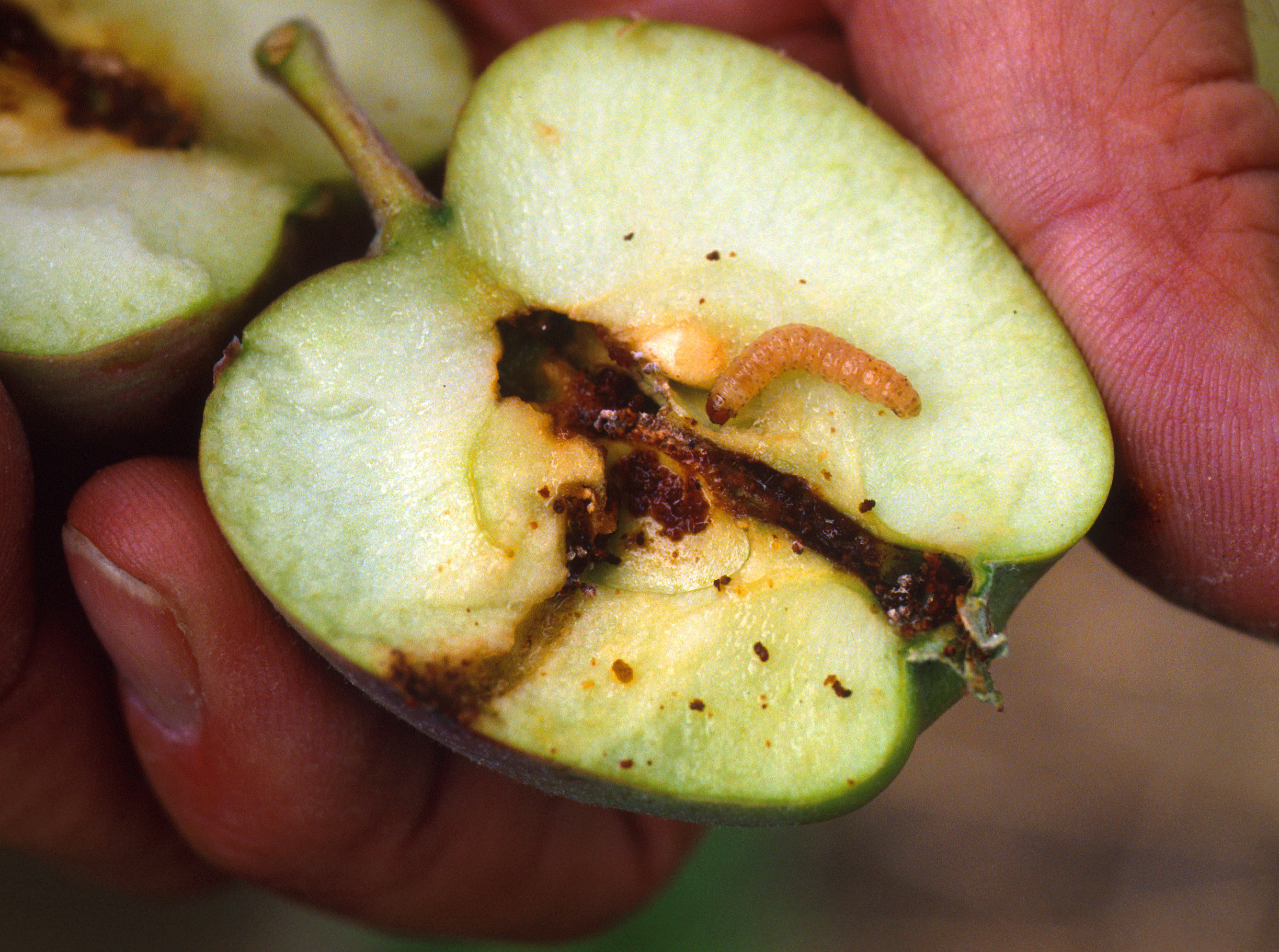
Eruga

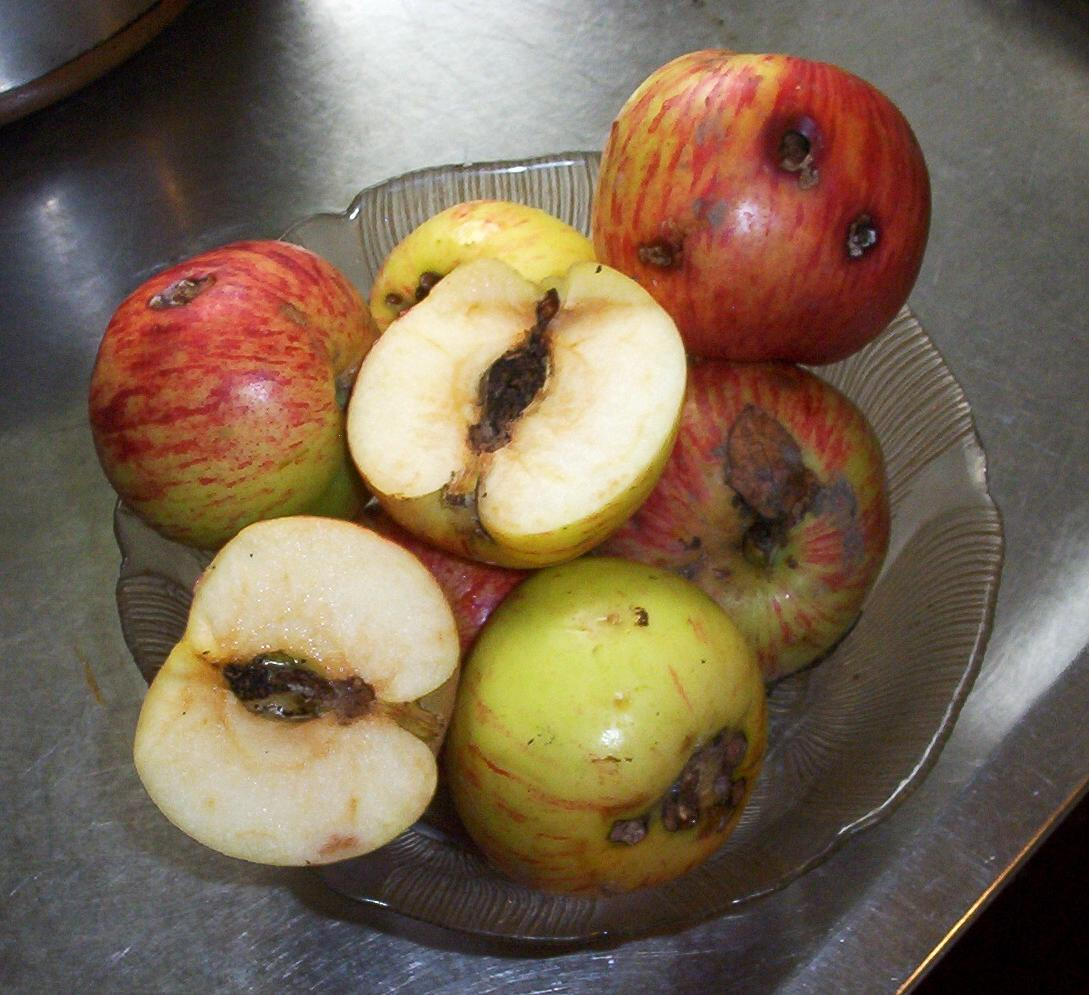
Efecte de les larves a les pomes

La carpocapsa o corc de les pomes i les peres (Cydia pomonella) és una espècie de lepidòpter ditrisi de la família Tortricidae. Originària d'Europa, ataca sobretot les rosàcies (pomer, perera, albercoquer, codonyer). De vegades també pot atacar el presseguer, la prunera i els nouers.

## Descripció

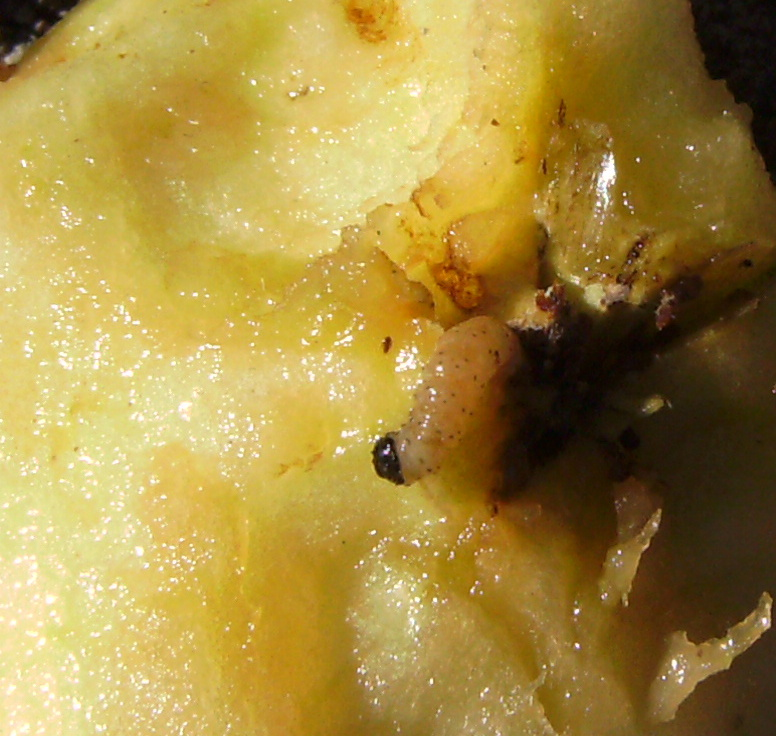
Eruga del darrer estadi sortint d'una poma

És una arna que té una envergadura de 15-21 mm. Les ales anteriors són de color gris cendra amb tonalitats platejades, i presenta en els laterals una taca fosca, marró púrpura amb marges metàl·lics ataronjats. Les ales posteriors són marronoses amb una petita franja grisa. El cap i el tòrax són també gris cendra amb tonalitats platejades mentre que l'abdomen és gris pàl·lid.
Els ous són molt petits, ovals, aplanats, lleugerament convexos per damunt, i disposats sobre fulles i fruits normalment aïllats, però també poden trobar-se en petits grups de dos o tres. Acabats de pondre són d'un to translúcid groguenc, però en madur van agafant un color taronja. Les erugues són de color blanc groguenc quan neixen, i es fan cada vegada més rosades especialment en el dors, a mesura que atenyen el darrer estadi. El cap i les plaques toràciques i anals són de color marró, més clar o més fosc. El cos també es cobreix regularment per unes puntuacions fosques. Al final del seu desenvolupament assoleixen uns 18-20 mm. La crisàlide és de color marró, de tonalitats rogenques a groguenques amb dues bandes dorsoventrals d'espines ben desenvolupades.

## Biologia
Passa l'hivern en estat d'eruga completament desenvolupada, localitzada principalment a les esquerdes del tronc i a les branques de l'arbre. Quan la temperatura arriba als 16 °C (de maig a setembre) es transforma en crisàlide i a partir de la segona quinzena d'abril els adults inicien el vol. Al cap d'uns tres dies, s'inicia la posta, generalment sobre les fulles. Passats quinze a vint dies, segons les condicions ambientals, neixen petites erugues que penetren al fruit i se n'alimenten. Finalment, l'eruga surt i s'amaga al sòl, o bé es queda sobre l'arbre i es refugia en alguna cavitat de l'escorça. El nombre de generacions anuals és de dues completes i d'una incompleta, la qual es correspon amb les erugues hivernants que completaran el seu cicle l'any vinent.

## Mesures de control
Hi ha mesures biològiques i químics de control.

### Lluita biològica
Enemics naturals
Entre organismes patògens susceptibles de ser emprats en lluita biològia contra la carpocapsa trobem el fong Beauveria bassiana, els nemàtodes Neaoplectaria-DD136 i Steirnema carpocapsae, el bacteri
Bacillus thuringiensis (Bt) i el virus de la granulosi o Granulovirus (CpGv). També es poden combatre raspant els troncs dels arbres i untant-los amb una barreja d'argila i calç. Antigament, es solia atreure en sacs als troncs dels arbres al mateix endret on les carpocapses van per a crisalidar les larves de Dibrachys boucheanus que són hectòfagues, això és, xuclen les de carcocapsa i les maten. Segons Joan Aguiló (1926), «Si els fruticultors segueixen aquestes instruccions, en quatre o cinc anys de repetir-les, el corc de les pomes i de les peres, sense cap tractament químic, deixarà d'ésser flagell.»
Feromones
Aquesta estratègia de control consisteix a situar un gran nombre de difusors de feromona (200 a 400 per hectàrea) de forma que l'alta concentració de feromona en l'aire impedeixi que l'adult pugui localitzar les femelles i aparellar-se. Els desavantatges d'aquest mètode són el cost elevat i la incertesa de disponibilitat de difusors pels distribuïdors, segons conveniències comercials. A favor té que és el mètode més selectiu possible i no implica cap tractament sobre la plantació.

### Tractaments químics
S'ha de tenir en compte que l'únic moment en què es pot actuar de forma efectiva contra la carpocapsa és el breu interval que va des de l'eclosió dels ous a la penetració de la petita larva dins el fruit. En aquest moment, un tractament dirigit al fullatge i fruits de la part alta de l'arbre tindrà la màxima eficiència. El tractament s'ha de fer a base d'insecticides d'ingestió i contacte.